# The One with All the Thanksgivings
The One With All the Thanksgivings (også kendt som The One with the Thanksgiving Flashbacks ) er den ottende episode af Venner's femte sæson. Den blev sendt første gang på NBC i USA den 19. november 1998. Thanksgivingen i Monica's lejlighed og begynder at fortælle historier om deres værste Thanksgiving.

## Handling
Ross klager over, at hans skilsmisse betyder, at han er at havde den værste Thanksgiving nogensinde. Han beder de andre at fortælle deres historier om deres værste Thanksgiving.
Chandler minder alle om, da hans forældre fortalte ham, at de var skilt. Phoebe fortæller historien fra et tidligere liv, selvom Ross påpeger, beretninger skulle være om det nuværende liv.
Rachel siger, at hun kender Monica's historie, men Phoebe afbryder med en fortælling om da Joey fik en kalkun fast på hans hoved. Monica fortæller om Thanksgiving 1987, hvor en overvægtig Monica bruger tid på at trøsten Rachel, efter Chip sluttede deres forhold. Da Ross finder ud af Rachels afsluttet forhold, beder han Chandler at overnatte i håb om at få en date, men Chandler nægter og hævder, at han ikke ønsker at blive hængende med "din fede søster" Monica. Da Monica overhører samtalen bag døren, bryder hun sammen i gråd og stormer ud.
Tilbage i nutiden, undskylder Chandler til Monica. Rachel afslører, at det ikke er den historie, hun hentydeder til.
Til Thanksgiving i 1988, ankommer Ross og Chandler til middag for at opdage, at Monica har slanket sig, og nu Chandler finder hende attraktiv. Monica fortæller Rachel, at hun ønsker at ydmyge Chandler for at kalde hende fed, så Rachel foreslår at narre ham til at tage tøjet af. Monica forsøger at forføre Chandler ved at gnide forskellige objekter, herunder en kniv, mod hendes hud. Hun taber kniven og skærer hans tå af. Han er kørt på hospitalet for at få den på igen, men Monica havde forvekslet tåen med en gulerod. Chandler bliver ked af det at finde ud af, at han havde mistet sin tå fordi han kaldte Monica fed. Da Monica kommer hen til hans lejlighed for at få hans tilgivelse ved at sætte en kalkun på hovedet, fortæller han hende, at han elsker hende for første gang i deres forhold.

## Produktion
"The One med alle Thanksgivings" er skrevet af Gregory Malins og instrueret af Kevin Bright. Det er den femte Thanksgiving special i Venner-serien. Producenterne vidste fra tidligere optagelser, at publikum reagerede godt på at se vennerne som de var og besluttede at indarbejde en flashback-episode i en Thanksgiving episode.